# Transports en commun d'Abbeville
Les transports en commun d'Abbeville sont réalisés par un réseau d'autobus desservant la commune d'Abbeville, dans le département de la Somme. Ce réseau est actuellement géré par la Communauté d'agglomération de la Baie de Somme, sous la forme de régie, via le nom commercial de BAAG.

## Histoire
Jusqu'au 31 décembre 2015, le réseau a été exploité par Keolis Abbeville.
Depuis le 1er janvier 2016, le réseau est exploité sous la forme d'une régie directement gérée par la Communauté d'agglomération de la Baie de Somme.
Ci-dessous, le tableau des lignes du réseau, en Janvier 2018, avant la refonte du réseau du 6 janvier 2020:
Le 6 janvier 2020, le réseau BAAG est réorganisé en 2 services distincts:
- Les lignes régulières sont nommées "Rumba", et sont au nombres de 3 (numérotées de R1 à R3) ;
- Les lignes scolaires sont nommées "Salsa", et sont au nombre de 10 (numérotées de s1 à s10).

Ci-dessous, le tableau des lignes du réseau, du 6 Janvier 2020 au 21 Avril 2025:
Le 22 avril 2025, le réseau de bus BAAG est réorganisé, avec la mise en service de 7 lignes urbaines et 10 lignes scolaires:
- Les lignes urbaines desservent essentiellement la commune d'Abbeville, et sont numérotées de 1 à 7 ;
- Les lignes scolaires relient les communes éloignées aux différents établissements scolaires de la présents sur le territoire d'Abbeville.

À cette date, les tarifs du réseau évoluent également, notamment le ticket de bus unitaire, passant de 1,00 € à 1,50 €.

## Réseau actuel
Le réseau de bus BAAG est composé de :
- 7 lignes urbaines (numérotées de 1 à 7)
- 10 lignes scolaires (numérotées de S1 à S10)

### Lignes urbaines
Lignes régulières desservant la commune d'Abbeville.
| Ligne | Caractéristiques | Caractéristiques                                               | Caractéristiques                                               | Caractéristiques                                               | Caractéristiques                                               | Caractéristiques                                               | Caractéristiques                                               | Caractéristiques                                               | Caractéristiques                                               |
| 1     | Abbeville – Beffroi ⥋ Gare d'Abbeville | Abbeville – Beffroi ⥋ Gare d'Abbeville                         | Abbeville – Beffroi ⥋ Gare d'Abbeville                         | Abbeville – Beffroi ⥋ Gare d'Abbeville                         | Abbeville – Beffroi ⥋ Gare d'Abbeville                         | Abbeville – Beffroi ⥋ Gare d'Abbeville                         | Abbeville – Beffroi ⥋ Gare d'Abbeville                         | Abbeville – Beffroi ⥋ Gare d'Abbeville                         | Abbeville – Beffroi ⥋ Gare d'Abbeville                         |
| ----- | --- | -------------------------------------------------------------- | -------------------------------------------------------------- | -------------------------------------------------------------- | -------------------------------------------------------------- | -------------------------------------------------------------- | -------------------------------------------------------------- | -------------------------------------------------------------- | -------------------------------------------------------------- |
| 1     | Ouverture / Fermeture 22 avril 2025 / — | Longueur —                                                     | Durée 30-35 min                                                | Nb. d’arrêts 31                                                | Matériel -                                                     | Jours de fonctionnement L, Ma, Me, J, V, S                     | Jour / Soir / Nuit / Fêtes O / N / N / N                       | Voy. / an —                                                    | Dépôt Abbeville                                                |
| 1     | Desserte : - Communes et lieux desservis : Abbeville - Gares desservies : Abbeville |                                                                |                                                                |                                                                |                                                                |                                                                |                                                                |                                                                |                                                                |
| 1     | Autre : - Amplitude horaire et fréquence : - Du Lundi au Samedi : La ligne fonctionne de 6h00 à 19h50, avec un passage toutes les 20-30 minutes environ. - Particularités : - La ligne fonctionne à sens unique. Le retour se fait en prenant la ligne 2. - Arrêts non accessibles aux PMR : Beffroi, Espérance, Route de Doullens, Robert Schuman, René Dingeon, Paul Vimereu, Jules Verne, Picardie, René Coty, Gascogne, Porte Saint-Gilles, Cité Scolaire, Théâtre, Vauban, Talence. |                                                                |                                                                |                                                                |                                                                |                                                                |                                                                |                                                                |                                                                |
| 1     | Dernière actualisation : 29 mai 2025 |                                                                |                                                                |                                                                |                                                                |                                                                |                                                                |                                                                |                                                                |
| 2     | Gare d'Abbeville ⥋ Abbeville – Beffroi | Gare d'Abbeville ⥋ Abbeville – Beffroi                         | Gare d'Abbeville ⥋ Abbeville – Beffroi                         | Gare d'Abbeville ⥋ Abbeville – Beffroi                         | Gare d'Abbeville ⥋ Abbeville – Beffroi                         | Gare d'Abbeville ⥋ Abbeville – Beffroi                         | Gare d'Abbeville ⥋ Abbeville – Beffroi                         | Gare d'Abbeville ⥋ Abbeville – Beffroi                         | Gare d'Abbeville ⥋ Abbeville – Beffroi                         |
| 2     | Ouverture / Fermeture 22 avril 2025 / — | Longueur —                                                     | Durée 30-35 min                                                | Nb. d’arrêts 31                                                | Matériel -                                                     | Jours de fonctionnement L, Ma, Me, J, V, S                     | Jour / Soir / Nuit / Fêtes O / N / N / N                       | Voy. / an —                                                    | Dépôt Abbeville                                                |
| 2     | Desserte : - Communes et lieux desservis : Abbeville - Gares desservies : Abbeville |                                                                |                                                                |                                                                |                                                                |                                                                |                                                                |                                                                |                                                                |
| 2     | Autre : - Amplitude horaire et fréquence : - Du Lundi au Samedi : La ligne fonctionne de 5h50 à 19h45, avec un passage toutes les 20-30 minutes environ. - Particularités : - La ligne fonctionne à sens unique. L'aller se fait en prenant la ligne 1. - Arrêts non accessibles aux PMR : Vauban, Théâtre, Cité Scolaire, Porte Saint-Gilles, Gascogne, René Coty, Picardie, Jules Verne, Paul Vimereu, René Dingeon, Robert Schuman, Route de Doullens, Espérance, Lycée, Beffroi. |                                                                |                                                                |                                                                |                                                                |                                                                |                                                                |                                                                |                                                                |
| 2     | Dernière actualisation : 29 mai 2025 |                                                                |                                                                |                                                                |                                                                |                                                                |                                                                |                                                                |                                                                |
| 3     | Abbeville – Mautort ⥋ Abbeville – Les Oiseaux | Abbeville – Mautort ⥋ Abbeville – Les Oiseaux                  | Abbeville – Mautort ⥋ Abbeville – Les Oiseaux                  | Abbeville – Mautort ⥋ Abbeville – Les Oiseaux                  | Abbeville – Mautort ⥋ Abbeville – Les Oiseaux                  | Abbeville – Mautort ⥋ Abbeville – Les Oiseaux                  | Abbeville – Mautort ⥋ Abbeville – Les Oiseaux                  | Abbeville – Mautort ⥋ Abbeville – Les Oiseaux                  | Abbeville – Mautort ⥋ Abbeville – Les Oiseaux                  |
| 3     | Ouverture / Fermeture 22 avril 2025 / — | Longueur —                                                     | Durée 10-25 min                                                | Nb. d’arrêts 21                                                | Matériel -                                                     | Jours de fonctionnement L, Ma, Me, J, V, S                     | Jour / Soir / Nuit / Fêtes O / N / N / N                       | Voy. / an —                                                    | Dépôt Abbeville                                                |
| 3     | Desserte : - Communes et lieux desservis : Abbeville - Gares desservies : Aucune |                                                                |                                                                |                                                                |                                                                |                                                                |                                                                |                                                                |                                                                |
| 3     | Autre : - Amplitude horaire et fréquence : - Du Lundi au Samedi : La ligne fonctionne de 6h00 à 19h20, avec un passage toutes les 20-30 minutes environ. - Particularités : - La ligne fonctionne à sens unique. Le retour se fait en prenant la ligne 4. - La ligne fonctionne majoritairement en services partiels limités à "Beffroi" : les courses au départ de "Mautort" y effectuent leurs terminus, et les courses au départ de "Beffroi" sont terminus "Les Oiseaux". - Arrêts non accessibles aux PMR : Mautort, Rouvroy Stade, Rouvroy Église, Pasteur, Beffroi, Sauvagine. |                                                                |                                                                |                                                                |                                                                |                                                                |                                                                |                                                                |                                                                |
| 3     | Dernière actualisation : 29 mai 2025 |                                                                |                                                                |                                                                |                                                                |                                                                |                                                                |                                                                |                                                                |
| 4     | Abbeville – Les Oiseaux ⥋ Abbeville – Mautort | Abbeville – Les Oiseaux ⥋ Abbeville – Mautort                  | Abbeville – Les Oiseaux ⥋ Abbeville – Mautort                  | Abbeville – Les Oiseaux ⥋ Abbeville – Mautort                  | Abbeville – Les Oiseaux ⥋ Abbeville – Mautort                  | Abbeville – Les Oiseaux ⥋ Abbeville – Mautort                  | Abbeville – Les Oiseaux ⥋ Abbeville – Mautort                  | Abbeville – Les Oiseaux ⥋ Abbeville – Mautort                  | Abbeville – Les Oiseaux ⥋ Abbeville – Mautort                  |
| 4     | Ouverture / Fermeture 22 avril 2025 / — | Longueur —                                                     | Durée 10-25 min                                                | Nb. d’arrêts 17                                                | Matériel -                                                     | Jours de fonctionnement L, Ma, Me, J, V, S                     | Jour / Soir / Nuit / Fêtes O / N / N / N                       | Voy. / an —                                                    | Dépôt Abbeville                                                |
| 4     | Desserte : - Communes et lieux desservis : Abbeville - Gares desservies : Aucune |                                                                |                                                                |                                                                |                                                                |                                                                |                                                                |                                                                |                                                                |
| 4     | Autre : - Amplitude horaire et fréquence : - Du Lundi au Samedi : La ligne fonctionne de 6h25 à 19h50, avec un passage toutes les 20-30 minutes environ. - Particularités : - La ligne fonctionne à sens unique. L'aller se fait en prenant la ligne 3. - La ligne fonctionne majoritairement en services partiels limités à "Beffroi" : les courses au départ de "Les Oiseaux" y effectuent leurs terminus, et les courses au départ de "Beffroi" sont terminus "Mautort". - Arrêts non accessibles aux PMR : Trois Châteaux, Sauvagine, Beffroi, Talance, Rouvroy Église, Rouvroy Stade, Mautort. |                                                                |                                                                |                                                                |                                                                |                                                                |                                                                |                                                                |                                                                |
| 4     | Dernière actualisation : 29 mai 2025 |                                                                |                                                                |                                                                |                                                                |                                                                |                                                                |                                                                |                                                                |
| 5     | Abbeville – Cimetière ⥋ Gare d'Abbeville | Abbeville – Cimetière ⥋ Gare d'Abbeville                       | Abbeville – Cimetière ⥋ Gare d'Abbeville                       | Abbeville – Cimetière ⥋ Gare d'Abbeville                       | Abbeville – Cimetière ⥋ Gare d'Abbeville                       | Abbeville – Cimetière ⥋ Gare d'Abbeville                       | Abbeville – Cimetière ⥋ Gare d'Abbeville                       | Abbeville – Cimetière ⥋ Gare d'Abbeville                       | Abbeville – Cimetière ⥋ Gare d'Abbeville                       |
| 5     | Ouverture / Fermeture 22 avril 2025 / — | Longueur —                                                     | Durée 10-25 min                                                | Nb. d’arrêts 23                                                | Matériel -                                                     | Jours de fonctionnement L, Ma, Me, J, V, S                     | Jour / Soir / Nuit / Fêtes O / N / N / N                       | Voy. / an —                                                    | Dépôt Abbeville                                                |
| 5     | Desserte : - Communes et lieux desservis : Abbeville - Gares desservies : Abbeville |                                                                |                                                                |                                                                |                                                                |                                                                |                                                                |                                                                |                                                                |
| 5     | Autre : - Amplitude horaire et fréquence : - Du Lundi au Samedi : La ligne fonctionne de 6h05 à 19h50, avec un passage toutes les 20-30 minutes environ. - Particularités : - La ligne fonctionne à sens unique. Le retour se fait en prenant la ligne 6. - La ligne fonctionne majoritairement en services partiels limités à "Beffroi" : les courses au départ de "Cimetière" y effectuent leurs terminus, et les courses au départ de "Beffroi" sont terminus "Gare d'Abbeville". - Le matin, les courses de 7h18 et 8h13 effectuent leur terminus à "Église Saint-Gilles", et sont les seules desservant l'arrêt "Cité Scolaire". - Arrêts non accessibles aux PMR : Cimetière, Haute fumée, Moulin de Menchecourt, Menchecourt, Argilière, Verger, Laurent Traullé, ZI Noyelles, Chemin du Marais, Gaston Dufresne, Moulin Richebourg, Chaussée Marcadé, Saint-Jacques, Beffroi, Cité Scolaire, Église Saint-Gilles, Hôpital. |                                                                |                                                                |                                                                |                                                                |                                                                |                                                                |                                                                |                                                                |
| 5     | Dernière actualisation : 29 mai 2025 |                                                                |                                                                |                                                                |                                                                |                                                                |                                                                |                                                                |                                                                |
| 6     | Gare d'Abbeville ⥋ Abbeville – Cimetière | Gare d'Abbeville ⥋ Abbeville – Cimetière                       | Gare d'Abbeville ⥋ Abbeville – Cimetière                       | Gare d'Abbeville ⥋ Abbeville – Cimetière                       | Gare d'Abbeville ⥋ Abbeville – Cimetière                       | Gare d'Abbeville ⥋ Abbeville – Cimetière                       | Gare d'Abbeville ⥋ Abbeville – Cimetière                       | Gare d'Abbeville ⥋ Abbeville – Cimetière                       | Gare d'Abbeville ⥋ Abbeville – Cimetière                       |
| 6     | Ouverture / Fermeture 22 avril 2025 / — | Longueur —                                                     | Durée 10-15 min                                                | Nb. d’arrêts 14                                                | Matériel -                                                     | Jours de fonctionnement L, Ma, Me, J, V, S                     | Jour / Soir / Nuit / Fêtes O / N / N / N                       | Voy. / an —                                                    | Dépôt Abbeville                                                |
| 6     | Desserte : - Communes et lieux desservis : Abbeville - Gares desservies : Abbeville |                                                                |                                                                |                                                                |                                                                |                                                                |                                                                |                                                                |                                                                |
| 6     | Autre : - Amplitude horaire et fréquence : - Du Lundi au Samedi : La ligne fonctionne de 5h50 à 19h20, avec un passage toutes les 20-30 minutes environ. - Particularités : - La ligne fonctionne à sens unique. L'aller se fait en prenant la ligne 5. - La ligne fonctionne majoritairement en services partiels limités à "Beffroi" : les courses au départ de "Gare d'Abbeville" y effectuent leurs terminus, et les courses au départ de "Beffroi" sont terminus "Cimetière". - Le soir, les courses de 16h10 et 17h10 effectuent leur départ à "Église Saint-Gilles", et sont les seules desservant l'arrêt "Cité Scolaire". - Arrêts non accessibles aux PMR : Hôpital, Pont des Prés, Église Saint-Gilles, Cité Scolaire, Beffroi, Saint-Jacques, Chaussée Marcadé, Moulin Richebourg, Cimetière. |                                                                |                                                                |                                                                |                                                                |                                                                |                                                                |                                                                |                                                                |
| 6     | Dernière actualisation : 29 mai 2025 |                                                                |                                                                |                                                                |                                                                |                                                                |                                                                |                                                                |                                                                |
| 7     | (Circulaire) Gare d'Abbeville ⥋ via ZI La Pépinière et Beffroi | (Circulaire) Gare d'Abbeville ⥋ via ZI La Pépinière et Beffroi | (Circulaire) Gare d'Abbeville ⥋ via ZI La Pépinière et Beffroi | (Circulaire) Gare d'Abbeville ⥋ via ZI La Pépinière et Beffroi | (Circulaire) Gare d'Abbeville ⥋ via ZI La Pépinière et Beffroi | (Circulaire) Gare d'Abbeville ⥋ via ZI La Pépinière et Beffroi | (Circulaire) Gare d'Abbeville ⥋ via ZI La Pépinière et Beffroi | (Circulaire) Gare d'Abbeville ⥋ via ZI La Pépinière et Beffroi | (Circulaire) Gare d'Abbeville ⥋ via ZI La Pépinière et Beffroi |
| 7     | Ouverture / Fermeture 22 avril 2025 / — | Longueur —                                                     | Durée 30 min                                                   | Nb. d’arrêts 27                                                | Matériel -                                                     | Jours de fonctionnement L, Ma, Me, J, V                        | Jour / Soir / Nuit / Fêtes O / N / N / N                       | Voy. / an —                                                    | Dépôt Abbeville                                                |
| 7     | Desserte : - Communes et lieux desservis : Abbeville - Gares desservies : Abbeville |                                                                |                                                                |                                                                |                                                                |                                                                |                                                                |                                                                |                                                                |
| 7     | Autre : - Amplitude horaire et fréquence : - Du Lundi au Vendredi : La ligne fonctionne de 5h50 à 19h20, avec un passage toutes les 45-60 minutes environ. - Arrêts non accessibles aux PMR : Piscine, Hôtel des Impôts, Chantal Leblanc, Cytises, ZI de Doullens, Vauchelles, Les Colverts, Michel Debray, Centre de tri, Talance. |                                                                |                                                                |                                                                |                                                                |                                                                |                                                                |                                                                |                                                                |
| 7     | Dernière actualisation : 29 mai 2025 |                                                                |                                                                |                                                                |                                                                |                                                                |                                                                |                                                                |                                                                |

### Lignes scolaires
Lignes fonctionnant du Lundi au Vendredi en période scolaire uniquement, et reliant les différentes communes de l'agglomération aux établissements scolaires d'Abbeville.
| Numéro de ligne | Départ                                                             |   | Arrivée                                                                   |
| --------------- | ------------------------------------------------------------------ | - | ------------------------------------------------------------------------- |
| S1              | Grand-Laviers – Mairie                                             | ↔ | Abbeville – Collège Ponthieu (arrivée) / Cité Scolaire (départ)           |
| S2              | Yonval – Mairie (départ) / Route d'Abbeville (arrivée)             | ↔ | Abbeville – Collège Ponthieu                                              |
| S3              | Bray-lès-Mareuil – Mairie                                          | ↔ | Abbeville – Collège Ponthieu (arrivée) / Cité Scolaire (départ)           |
| S4              | Drucat – Mairie                                                    | ↔ | Abbeville – Collège Ponthieu (arrivée) / Cité Scolaire (départ)           |
| S5              | Caours – Mairie (départ) / Bellancourt – Route Nationale (arrivée) | ↔ | Abbeville – Cité Scolaire (arrivée) / Collège Ponthieu (départ)           |
| S6              | Neufmoulin – Mairie                                                | ↔ | Abbeville – Lycée                                                         |
| S7              | Eaucourt-sur-Somme – Stade                                         | ↔ | Abbeville – Collège Ponthieu (arrivée) / Lycée (départ)                   |
| S8              | Rouvroy-en-Santerre – Stade                                        | ↔ | Abbeville – Collège Ponthieu (arrivée) / Cité Scolaire (départ)           |
| S9              | Cambron – La Halte                                                 | ↔ | Abbeville – Collège Ponthieu (arrivée et départ) / Cité Scolaire (départ) |
| S10             | Cambron – Eglise / Abbeville – Mautort                             | ↔ | Abbeville – Collège Ponthieu (arrivée et départ) / Cité Scolaire (départ) |

### Transport à la demande
Les lignes régulières sont complétées par un service de transport à la demande (TAD), fonctionnant du Lundi au Vendredi de 8h30 à 12h15 et de 14h00 à 17h15, et le Samedi de 9h00 à 12h15 et de 14h00 à 17h15. Ce service permet de relier les communes non desservies par les lignes régulières aux différents pôles importants de la commune d'Abbeville.

### Service «Évasion»
Ce service fonctionne aux mêmes jours et horaires que le transport à la demande, et permet aux personnes à mobilité réduite (PMR) de se rendre aux différents pôles importants de la commune d'Abbeville.

## Tarification
Le réseau est gratuit pour les passagers de plus de 70 ans.